# Sulfasalazin
Sulfasalazin (INN) oder Salazosulfapyridin ist ein entzündungshemmender Arzneistoff, der insbesondere zur Behandlung von chronisch entzündlichen Darmerkrankungen eingesetzt wird. Beispiele dafür sind Morbus Crohn oder Colitis ulcerosa, aber auch chronische Polyarthritis. Chemisch handelt es sich um eine Verbindung des Sulfonamids Sulfapyridin mit 5-Aminosalicylsäure (5-ASA, auch Mesalazin genannt). 
Salazosulfapyridin ist ein Co-Drug (Mutual Prodrug) und wird (oral eingenommen) erst durch Dickdarmbakterien in seine wirksamen Bestandteile Sulfapyridin und 5-ASA gespalten. Daher kann es nur im Dickdarm wirken. Durch den Prodrug-Effekt wird also verhindert, dass die Substanz schon im Dünndarm aufgenommen wird und somit im Dickdarm keine wirksame Menge mehr ankommt.

## Wirkungsweise
Das Prodrug Sulfasalazin wird im oberen Dünndarm (Jejunum) teilweise resorbiert, ein größerer Teil jedoch erst im Kolon durch das bakterielle Enzym Azoreduktase zu Sulfapyridin und 5-Aminosalicylsäure gespalten. Das Sulfonamid Sulfapyridin ist selbst auch entzündungshemmend und wird zur Therapie der rheumatoiden Arthritis eingesetzt, ist aber auch für einen Großteil der Nebenwirkungen von Sulfasalazin verantwortlich. Die 5-Aminosalicylsäure wirkt über eine Hemmung des Arachidonsäurestoffwechsels, als Radikalfänger und über eine Hemmung des Immunsystems entzündungshemmend. Die einzelnen Mechanismen sind im Artikel über 5-ASA ausführlich dargestellt.

## Anwendungsgebiete
Salazosulfapyridin findet vor allem bei der Akutbehandlung und Rezidivprophylaxe der Colitis ulcerosa Anwendung. Aber auch bei Morbus Crohn, hier wird es vor allem bei Dickdarmbefall eingesetzt. Ein weiteres Einsatzgebiet ist bei Gelenkerkrankungen (Arthropathien), die typischerweise als Begleiterscheinungen der chronisch entzündlichen Darmerkrankungen auftreten. Schließlich gilt es auch als Basistherapeutikum bei chronischer Polyarthritis.

## Nebenwirkungen
In Abhängigkeit von der Dosis des Medikamentes kann es zu Übelkeit, Erbrechen, Appetitlosigkeit, verminderter Aufnahme des Vitamins Folsäure und Kopfschmerzen kommen. Dosisunabhängig treten häufig Blutbildveränderungen mit Verminderung der weißen Blutkörperchen (Leukozyten), verkürzter Lebensdauer und vermehrtem Zerfall der roten Blutkörperchen (hämolytische Anämie) oder Verminderung der Blutplättchen (Thrombozytopenie) auf. In seltenen Fällen münden diese Nebenwirkungen in einem bedrohlichen vollständigen Verschwinden der sogenannten Granulozyten (Agranulozytose) oder einem vollständigen Versagen des Knochenmarks. Zu den häufigen Nebenwirkungen zählen weiterhin Hautausschläge, die selten in ein Stevens-Johnson-Syndrom übergehen können, Bauchschmerzen, sowie Erhöhungen der Leberenzyme, die wiederum selten Ausdruck einer Hepatitis sein können.

### Fertilität
Bei Frauen wird die Fertilität durch die Medikation von Sulfasalazin nicht beeinträchtigt. Bei Männern kann das Präparat die Beweglichkeit der Spermien beeinträchtigen. Auch die Zahl der Spermien scheint während der Therapie verringert zu sein. Es ist also möglich, dass Männer während einer Sulfasalazin-Therapie nicht zeugungsfähig sind. Dies normalisiert sich jedoch 2–3 Monate nach Absetzen des Medikaments.

### Schwangerschaft, Stillzeit und Kinderwunsch
Frauen sollten vor bzw. in einer bereits eingetretenen Schwangerschaft unter der Medikation von Sulfasalazin unbedingt Folsäure einnehmen. Sulfasalazin vermindert anscheinend die Folsäureabsorption. Vom Stillen wird nicht abgeraten.

## Handelsnamen
Monopräparate
Azulfidine (D), Azulfidine RA (D), Colo-Pleon (D), Pleon RA (D), Salazopyrin (A, CH), diverse Generika (D, A)